# Klášter minoritů (Benešov)
Klášter minoritů je zřícenina kláštera v Benešově u Prahy. Od roku 1958 je i se zvonicí zapsán na seznamu kulturních památek České republiky.

## Historie

### Založení a husitské války
Klášter byl založen roku 1247 proboštem staroboleslavské kapituly Tobiášem z Benešova. Tobiáš z Benešova byl syn Beneše z Benešova, prvního doloženého předka tohoto rodu. Konventní kostel Nanebevzetí Panny Marie byl vysvěcen 4. října 1257 Mikulášem z Riesenburka. Roku 1294 postihl město velký požár, pod kterým lehl i klášter. Milota z Dědic, bratr Tobiáše z Benešova, nechal klášter znovu obnovit a rozšířit.
V druhé polovině 14. století byla dokončena i stavba nového kostela, již pod patronátem Šternberků, kteří panství vlastnili. Roku 1400 zde byla napsána jedna z prvních nadačních listin psaných českým jazykem. Zdeněk Kostka z Postupic odkázal své jmění ve prospěch kláštera minoritů.
Klášter, stejně jako mnoho dalších, nepřežil husitské války. 19. května 1420 byl vypálen husitským vojskem vedeným Janem Žižkou z Trocnova při jeho tažení na Vítkov. Ačkoliv Benešov střežila posádka šlechtice Hanuše z Polenska, husité do města vnikli z jiné strany a založili zde požár. Ačkoliv se pro oheň husité nedostali až ke klášteru, ten i tak utrpěl značné škody. Poslední minorité z něj odešli až roku 1421.

### Po husitských válkách
Klášter nebyl pravděpodobně natolik poničen, neboť byl i nadále používán. Po základních opravách se zde konal roku 1451 zemský sněm za přítomnosti Jiřího z Poděbrad, coby zemského správce a Eneáše Sylvia Piccolominiho, zástupce římské kurie. Hovořilo se zde o smíření s katolickou Evropou. Druhý sněm roku 1473 se koná po smrti Jiřího z Poděbrad a vystupuje zde vdova Johana z Rožmitálu. Další sněm se však konal již v domě nejvyššího purkrabího Jana Jence z Janovic a na Petršpurku. Poté však klášter chátral kvůli povětrnostním vlivům.

### Zničení kláštera a další vývoj
Během třicetileté války byl klášter vypálen podruhé, tentokrát Švédy roku 1648. I poté pokračovaly snahy o obnovu kláštera. Například od roku 1659 volila česká řádová provincie titulárního kvadriána kláštera. Destrukce byla završena na počátku 18. století, kdy František Karel Leopold Přehořovský z Kvasejovic začal s výstavou piaristické koleje. Kvůli tomu nechal zbourat zdi konventu. Později snahy o obnovení kláštera plně upadají a na pozemcích se rozrůstala městská zástavba.
V roce 1941 zde proběhl archeologický výzkum, který odkryl základy původního kostela ze 13. století, vedle ní schody a západně od nich pak nejspíše kapitulní síň.

## Popis
Klášter ležel severně od náměstí, jeho původní složení a rozsah jsou však velmi nejasné. Součástí kláštera byl refektář, dormitář a kapitulní síň. Do dnešní doby se zachoval pouze zbytek pětibokého kněžiště s dvěma hrotitými okny a zbytky kružeb.
Vedle kláštera pak nalezneme zvonici. Jde o věž na čtvercovém půdorysu, na jejíž severní straně je prostý vchod. Je zakončena jehlanovou střechou. V ní se nachází zvon Ave Maria z roku 1322, který je druhým nejstarším datovaným zvonem v Česku.

## Galerie

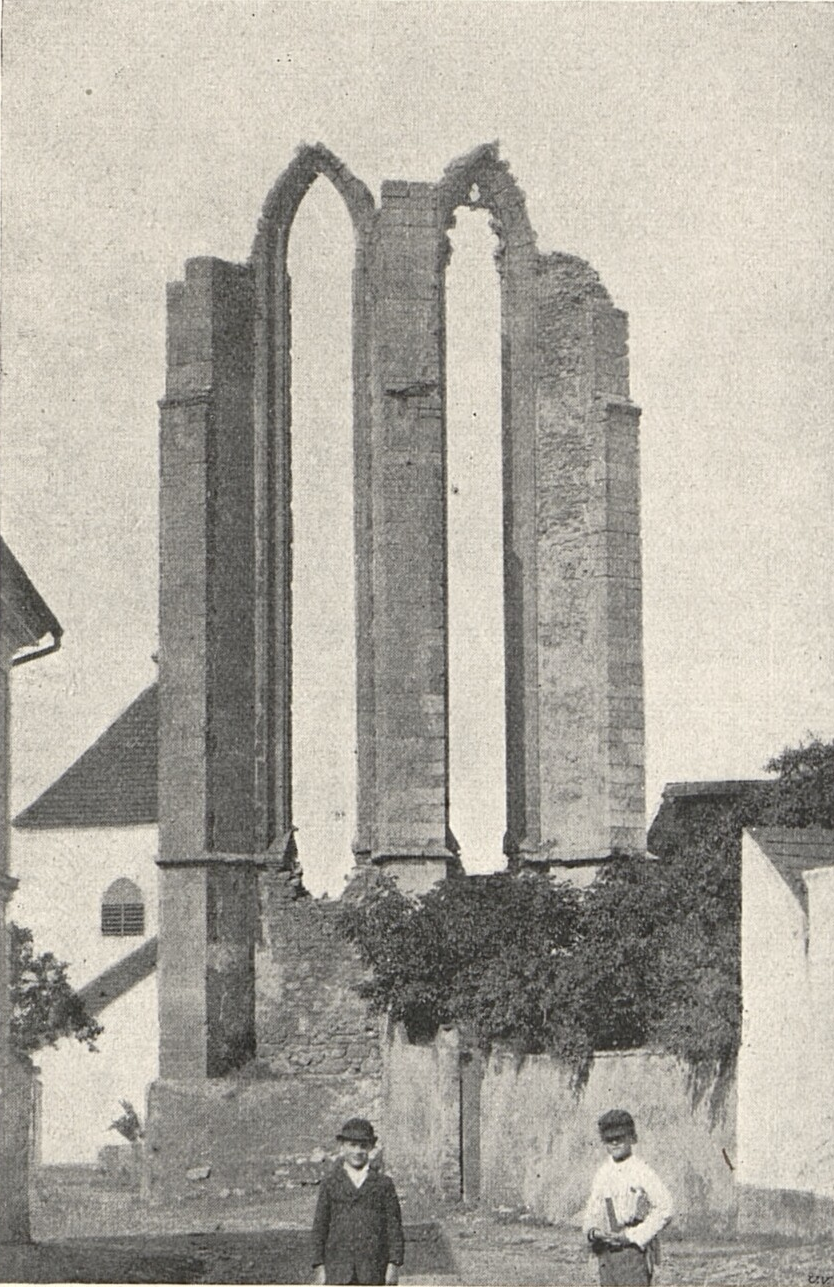
Zbytky kláštera roku 1911
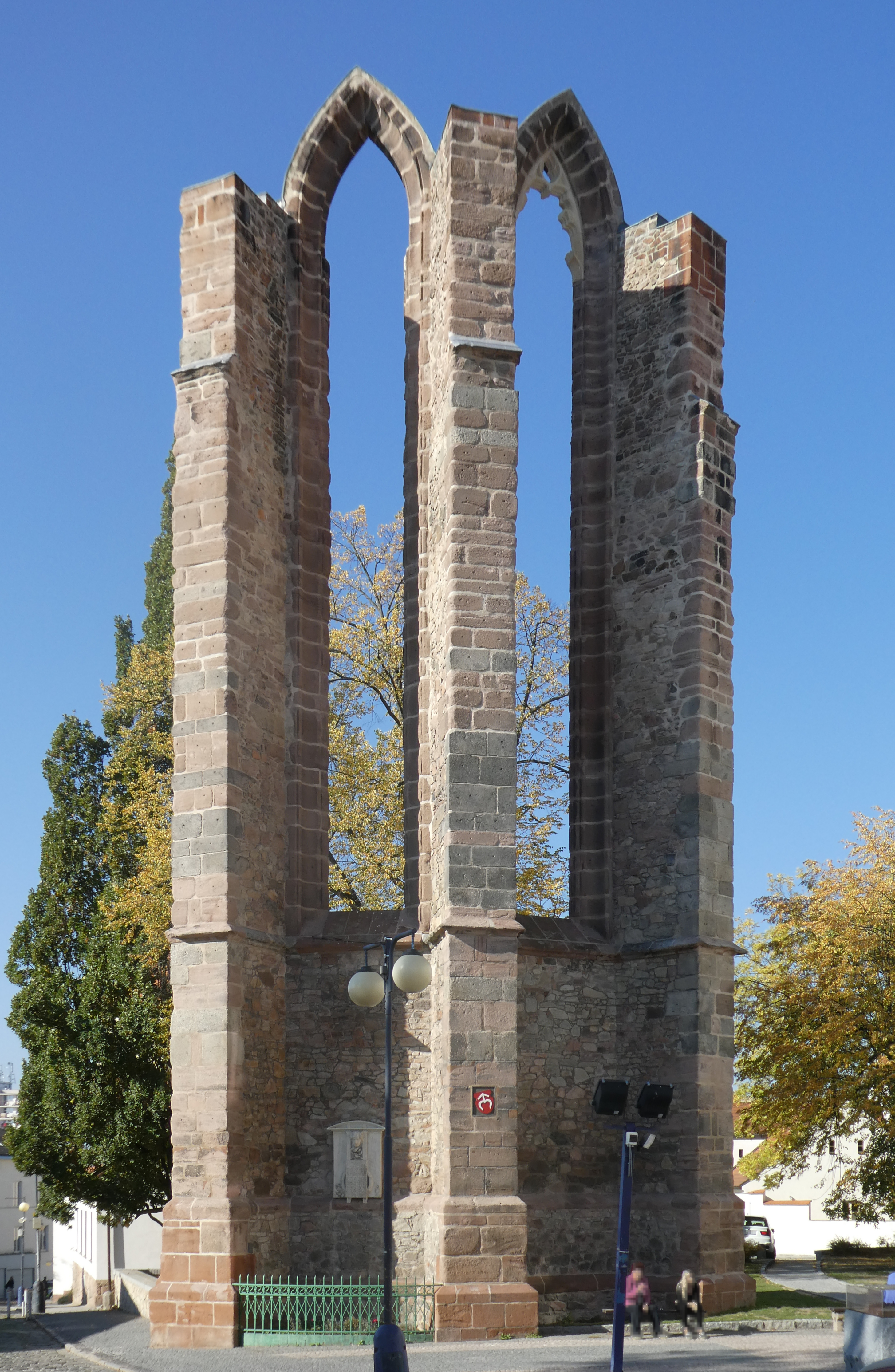
Zbytky kláštera ze západní strany
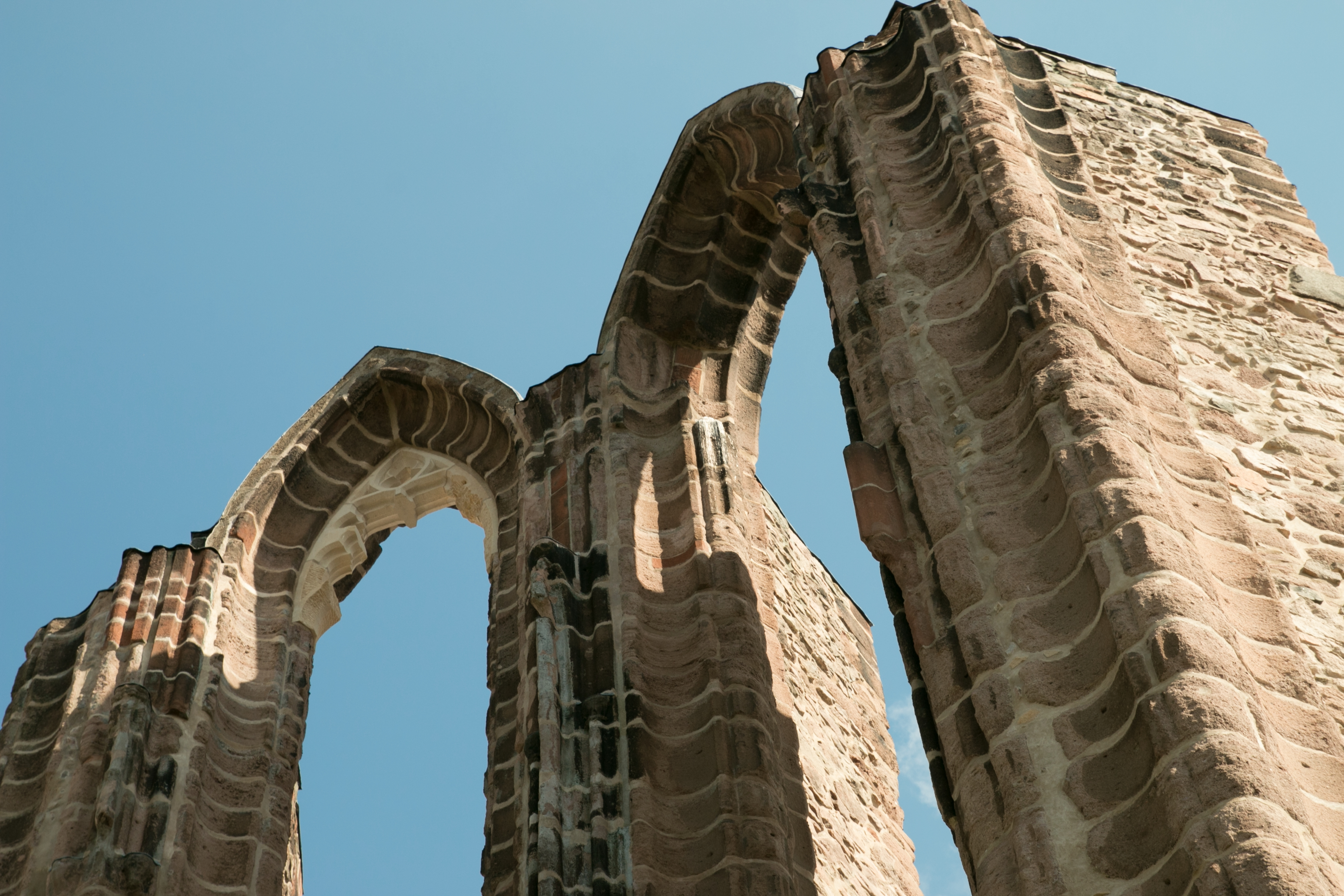
Detail oken
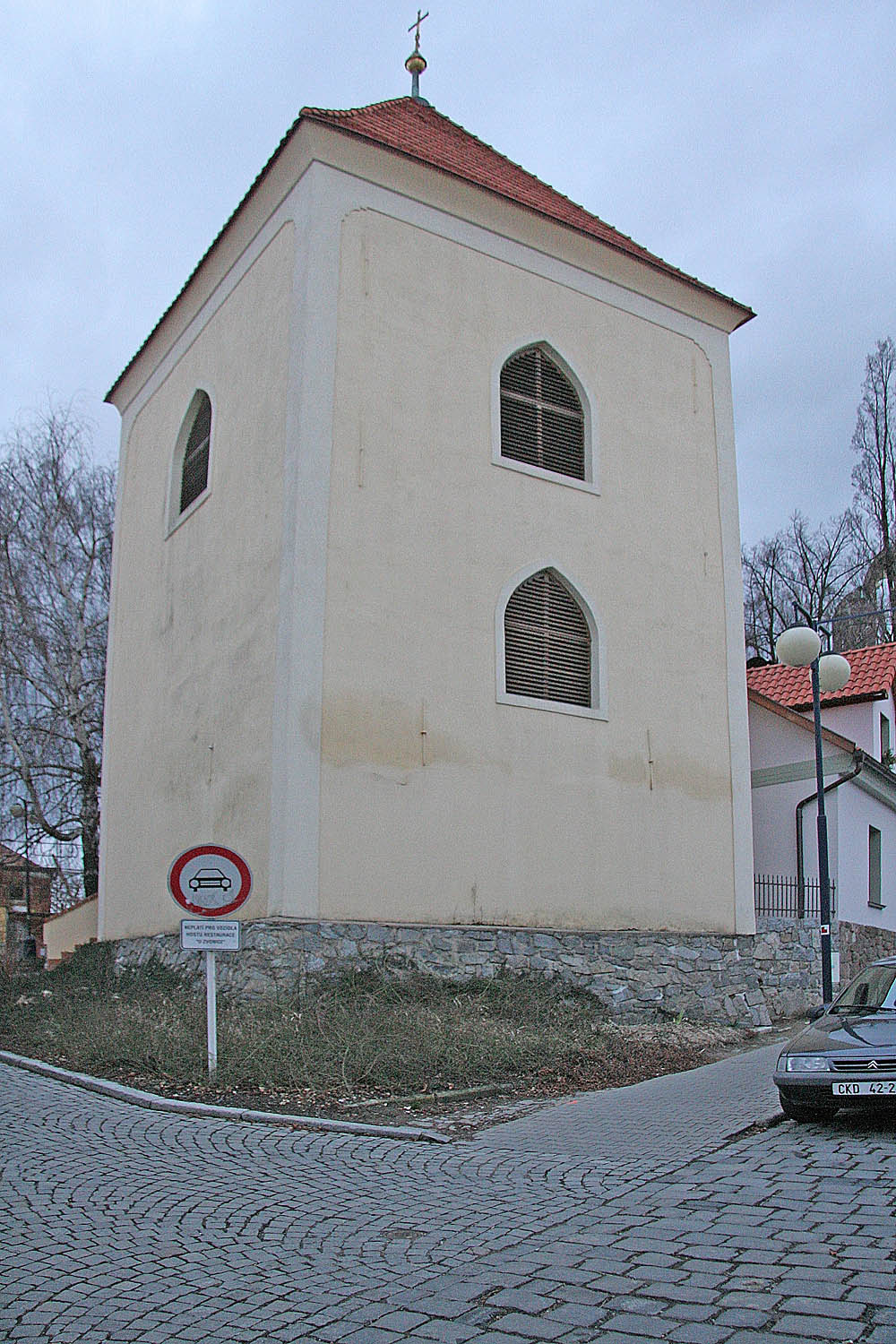
Zvonice pod klášterem